# Herrenhaus Üselitz

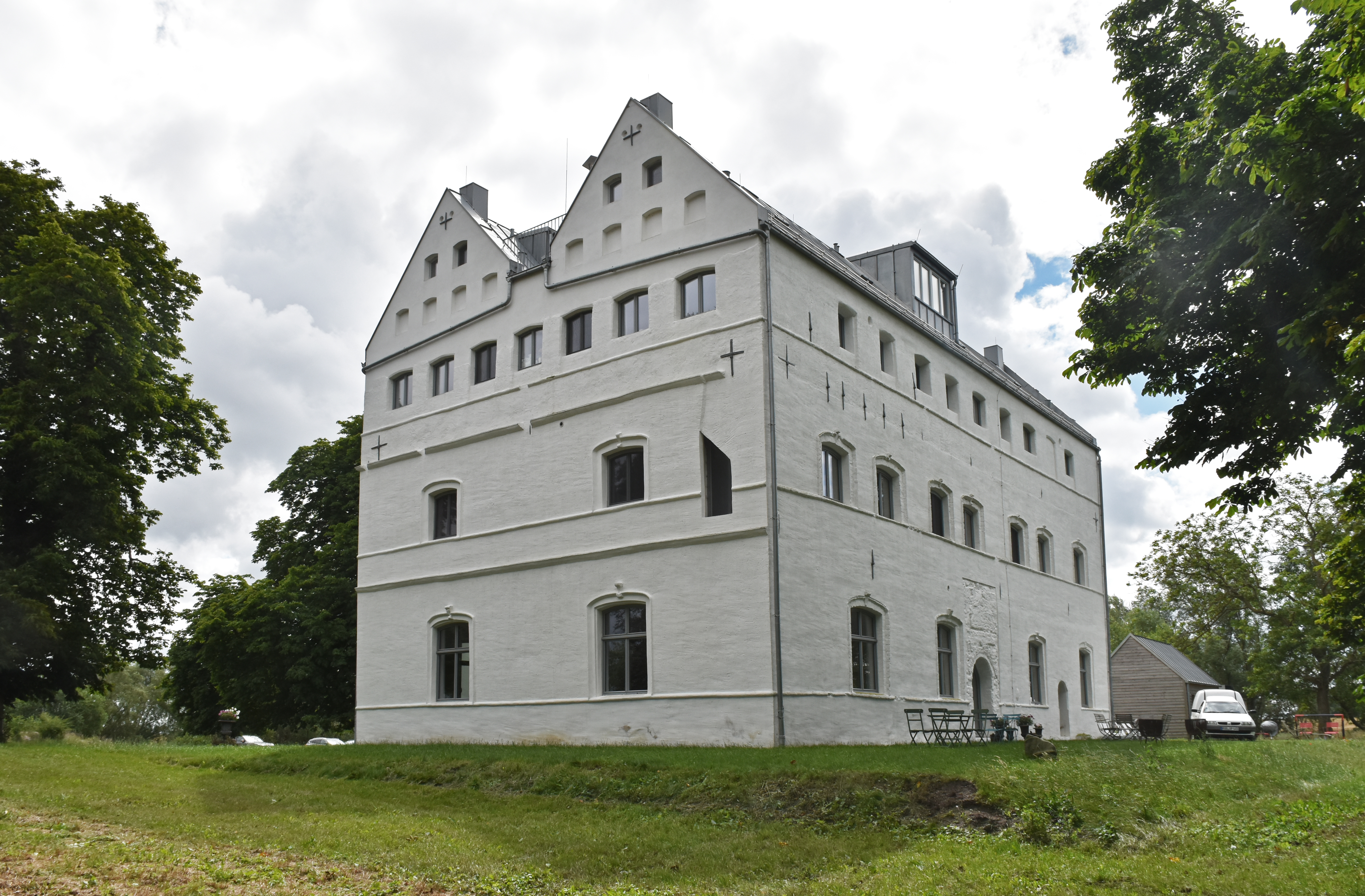
Herrenhaus nach der Restaurierung

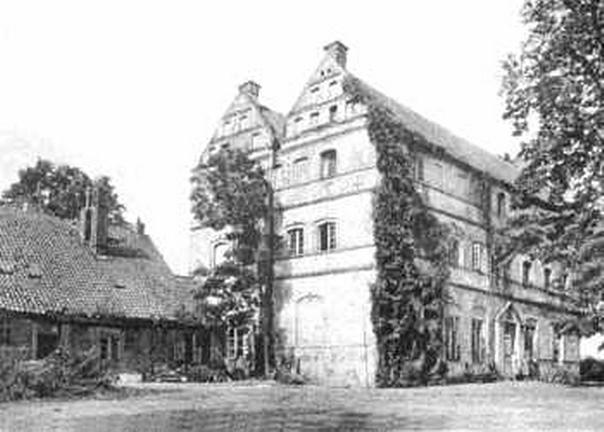
Historische Ansicht von Gut Üselitz (ca. 1900 entstanden)

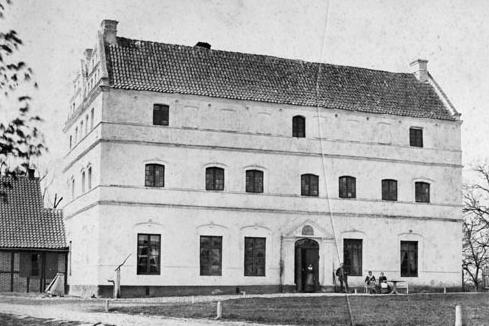
Seitenansicht auf einer Postkarte um 1900

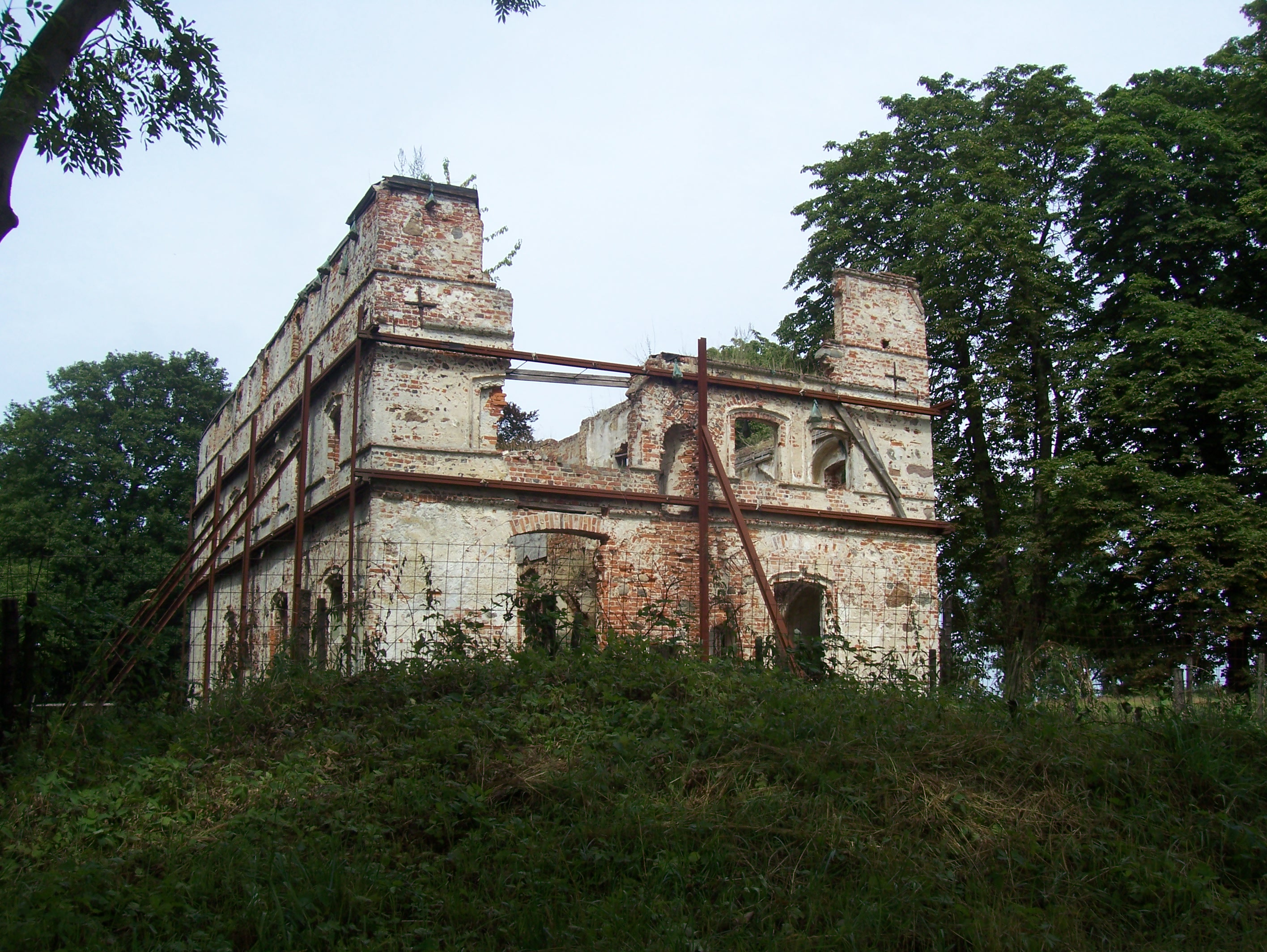
Ruine des Herrenhauses im Zustand von 2010

Das Herrenhaus Üselitz ist ein ursprünglich im Stil der Renaissance erbautes Herrenhaus auf der pommerschen Insel Rügen. Das Gebäude verfiel in den 1970er Jahren zu einer Ruine. 2018 wurde der Wiederaufbau abgeschlossen. Das Herrenhaus steht unter Denkmalschutz.

## Lage
Das Herrenhaus befindet sich wenige hundert Meter nordwestlich von Üselitz, einem Ortsteil von Poseritz im Süden von Rügen.

## Geschichte
Üselitz wurde 1311 als Uselitze erstmals urkundlich erwähnt. Durch Tausch gelangte Üselitz aus dem Besitz des Herzogs Ernst Ludwig von Pommern im Jahre 1562 an Erich von Zuhm. Bei der ab 1580 stattgefundenen Errichtung des bis dahin nicht fertiggestellten Herrenhauses im Stil der Renaissance wurde über den Toren und Türen das Zuhmische Wappen angebracht. Die Grablege war in einem zugehörigen Erbbegräbnis. Nachdem sich die Zuhm mit dem Herrenhaus, das eines der schönsten Schlösser der Insel war, ruiniert hatten, wechselte der Besitz in der Folge mehrfach, so zunächst 1644 pfandweise an die Familien von Ahnen, bereits 1664 als Gnadenlehn an die Putbus und noch vor Ausgang des 17. Jahrhunderts an die von Normann. 1706 erwarb derselben Jahres nobilitierte Stettiner Ratsherr und Großkaufmann, Friedrich von Langen (1642–1718) das Gut. Seine Nachfahren, unter anderem vertreten durch Friedrich Ernst Philipp Freiherr von Langen-Keffenbrinck und Familie, Mitglied des Deutschen Reichstags, behielten Üselitz bis 1939. Der letzte Besitzer vor der Enteignung im Jahr 1945 war Burghard von Veltheim. 
Während der 1950er und 1960er Jahre wurde das Gebäude weiterhin als Wohnhaus genutzt. 1970 stürzte das Dach des seither leerstehenden Gebäudes durch eingetretene gravierende Schäden an der Bausubstanz ein und das Haus verfiel. Obwohl es dennoch 1975 in die Kreisdenkmalliste aufgenommen wurde, missbrauchten in den folgenden Jahren die Stralsunder Bereitschaftspolizei und die Bergener Kampfgruppe das wertvolle Haus als Übungsobjekt. Das Herrenhaus befindet sich heute in Privatbesitz. Im Jahr 2000 begannen erste Sicherungsarbeiten. Seit Ende 2017 ist das Haus wieder vollständig hergerichtet und wird als Veranstaltungsort und Mietobjekt genutzt.
Das Gebiet um das ehemalige Herrenhaus wurde ab 2006 im Rahmen eines Renaturierungsprojektes als Ausgleich für den Bau der neuen Rügenbrücke auf eine Überflutung vorbereitet. Das dadurch entstandene Wiek existierte in kleinerer Form bereits bis in die 1930er Jahre und wurde trockengelegt. Bereits kurze Zeit nach Flutung hat sich das Areal zu einem überregional bedeutsamen Durchzugs- und Rastgebiet für Wasser- und Watvögel sowie Kraniche entwickelt. Hier rasten tausende Enten wie Pfeifenten, Stockenten und Reiherenten sowie Graugänse. Bei Niedrigwasser rasten Watvogelarten wie Kiebitz und Goldregenpfeifer in der Wiek. Im Südwestteil der Wiek hat sich eine große Kormoran-Kolonie etabliert.